# Ягорлицька затока

Ягорлицька затока

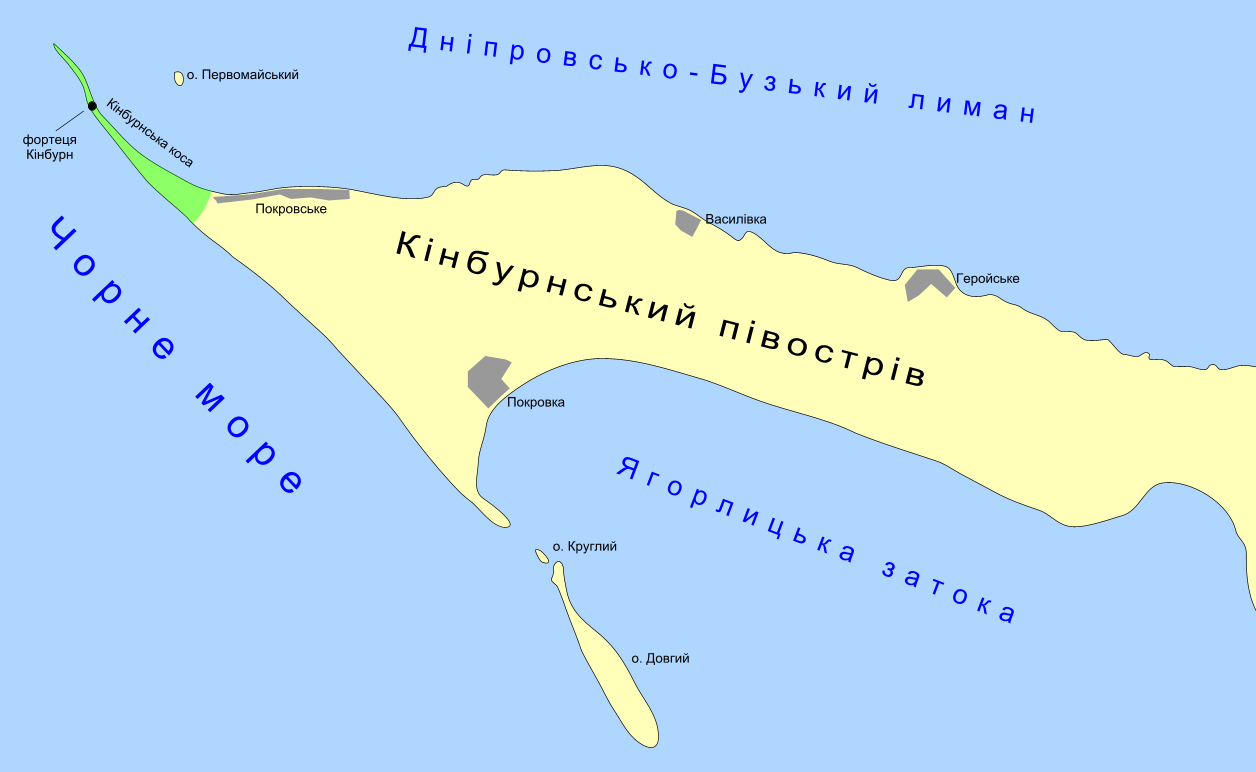
Мапа Кінбурнського півострова. Кінбурнську косу виділено зеленим

Ягорлицька затока (Ягорлицький лиман) — мілководна затока в північній частині Чорного моря між Кінбурнською косою і півостровом Ягорлицький Кут. Затока омиває береги Миколаївської та Херсонської областей. На її березі розташовано с. Покровка.

## Загальна характеристика
Довжина Ягорлицької затоки — 26 км, ширина біля входу — 15 км, глибина — до 5 м. Солоність 14—15 ‰. Затока замерзає лише в холодні зими. Від моря частково відокремлена островами Довгий та Круглий. У минулому ці два острова були частиною Покровської коси Кінбурнського півострова. В затоці розташовані також Великий Кінський та Малий Кінський острови.
Узбережжя затоки входить до складу Чорноморського заповідника. Частину акваторії затоки у 1974 році включено до складу Ягорлицького заказника. На даний час Ягорлицька затока входить до складу Чорноморського біосферного заповідника цілком. Південна частина затоки, акваторія навколо островів Довгий та Круглий, Кінських островів, кілометрова смуга вздовж Солоноозерної ділянки Чорноморського біосферного заповідника — загальною площею 13032 га — заповідна зона, решта затоки (Ягорлицький заказник) включено до складу ЧБЗ як буферну зону (Указ Президента України від 26 листопада 1993 року № 563/93 «Про біосферні заповідники»).
2008 року експедиція Департаменту підводної спадщини Інституту археології НАН України під проводом С. Воронова відкрила на дні затоки залишки давньогрецького поселення VII ст. до н. е. Припускають, що це могла бути легендарна Борисфеніда.

## Галерея

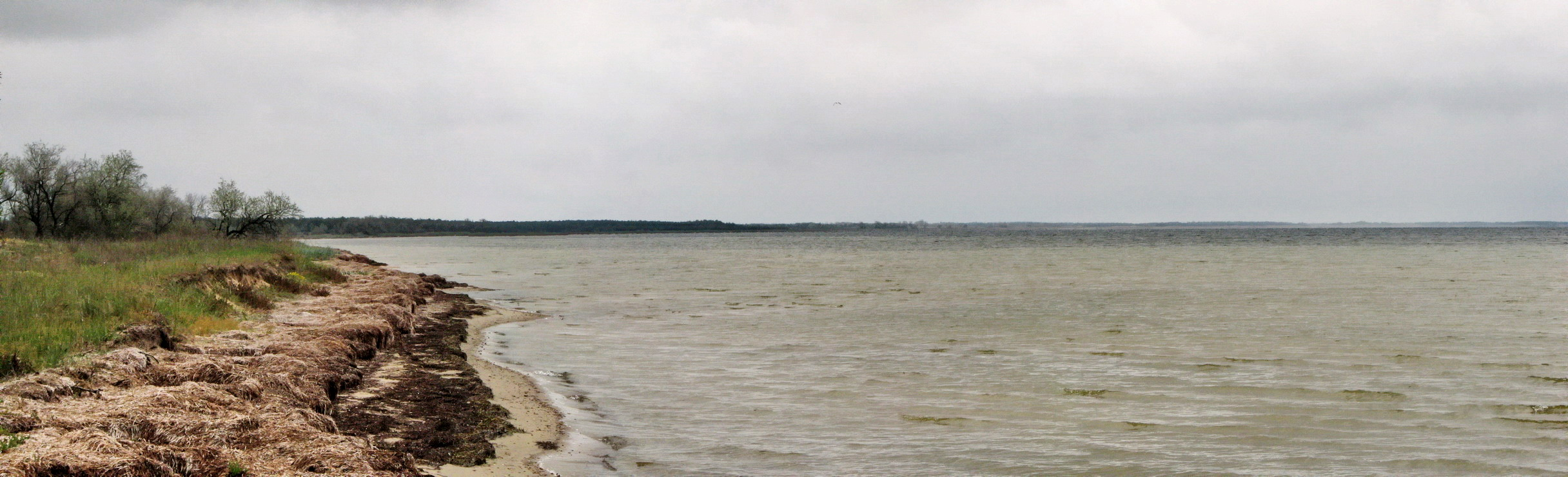
Вид на Ягорлицьку затоку з берега Кінбурнської коси
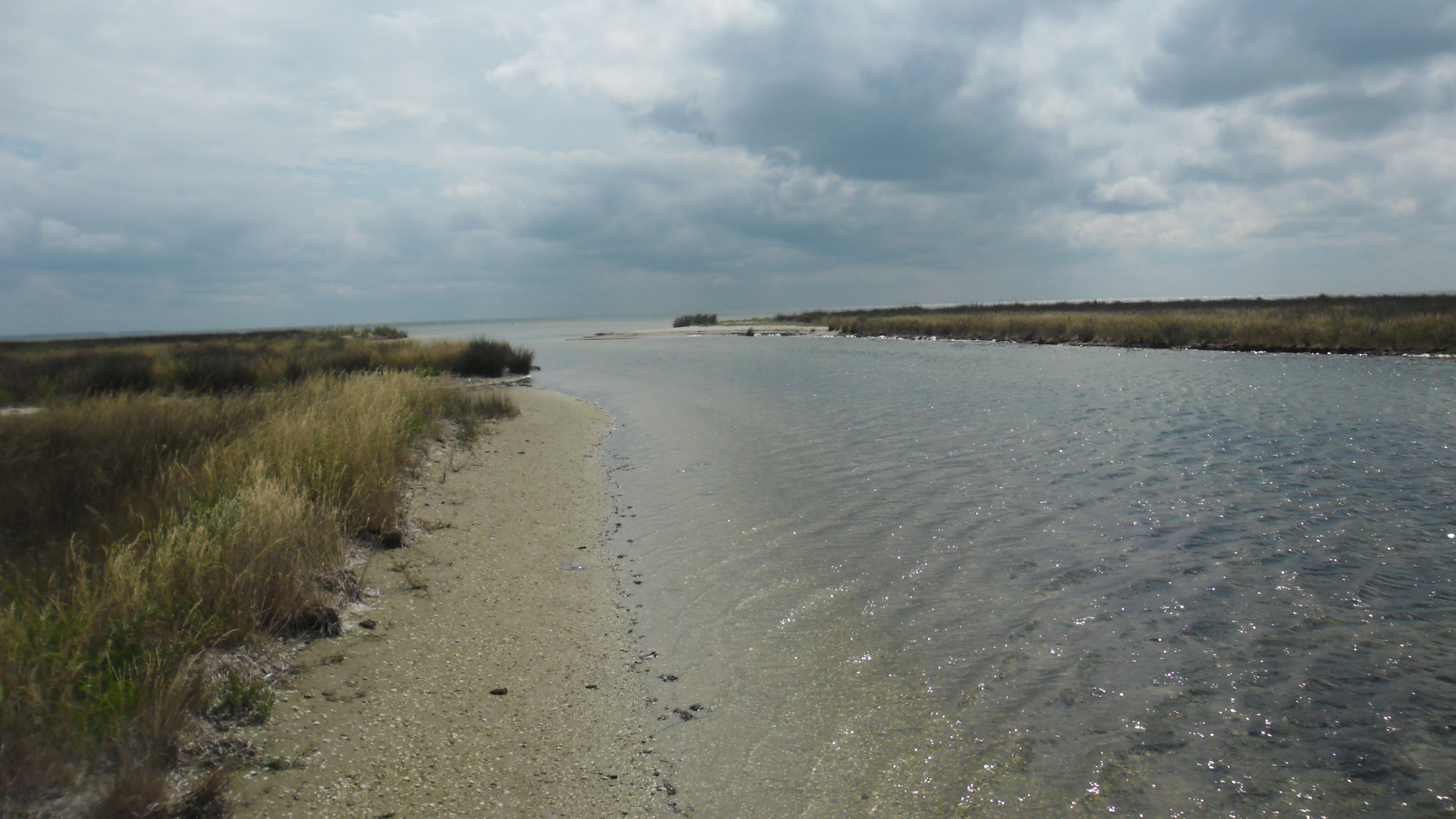
Район Ягорлицької затоки
Ягорлицька затока. Актуальна інформація
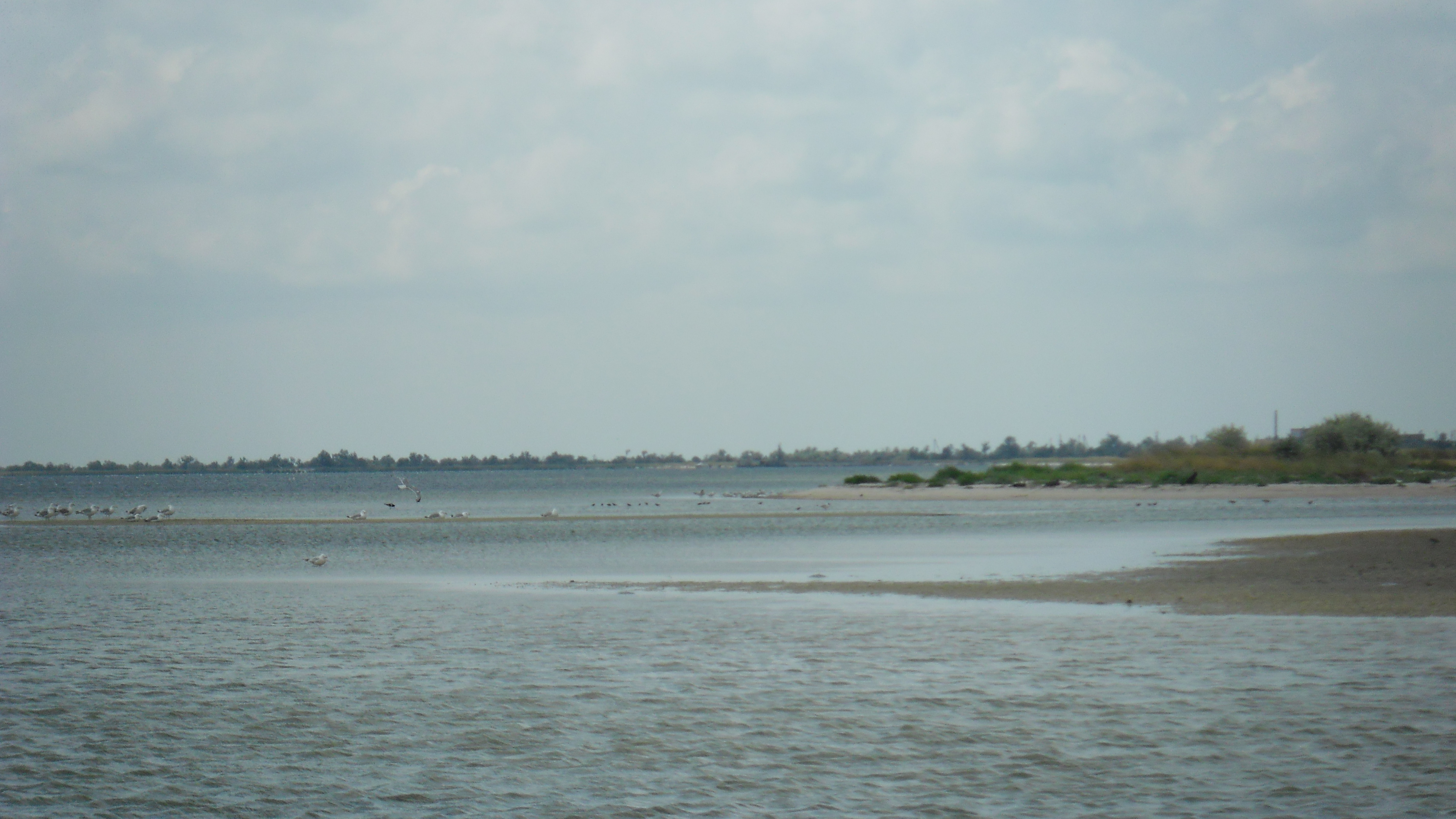
Село Покровка з Ягорлицької затоки
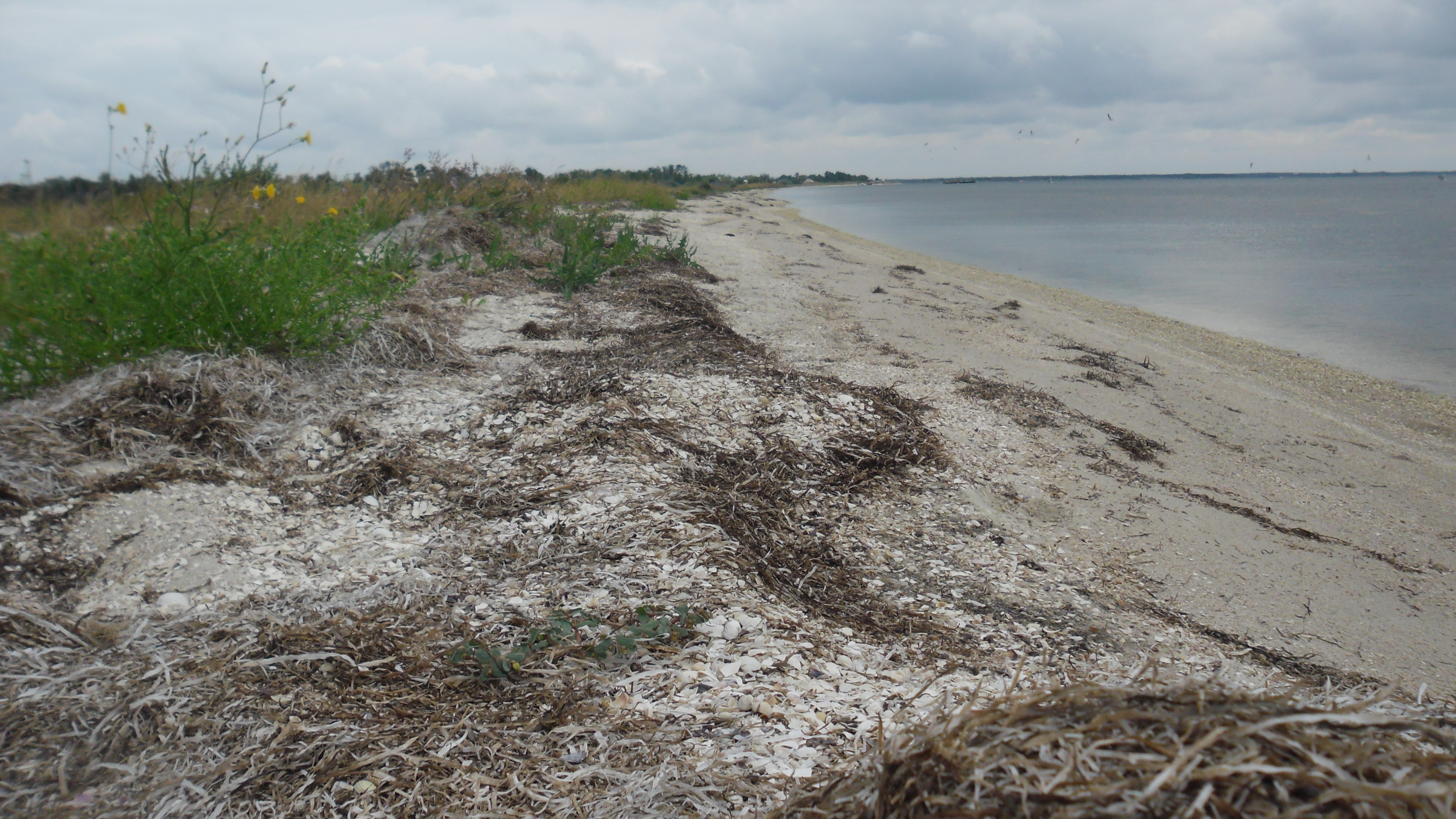
На Ягорлицькій затоці
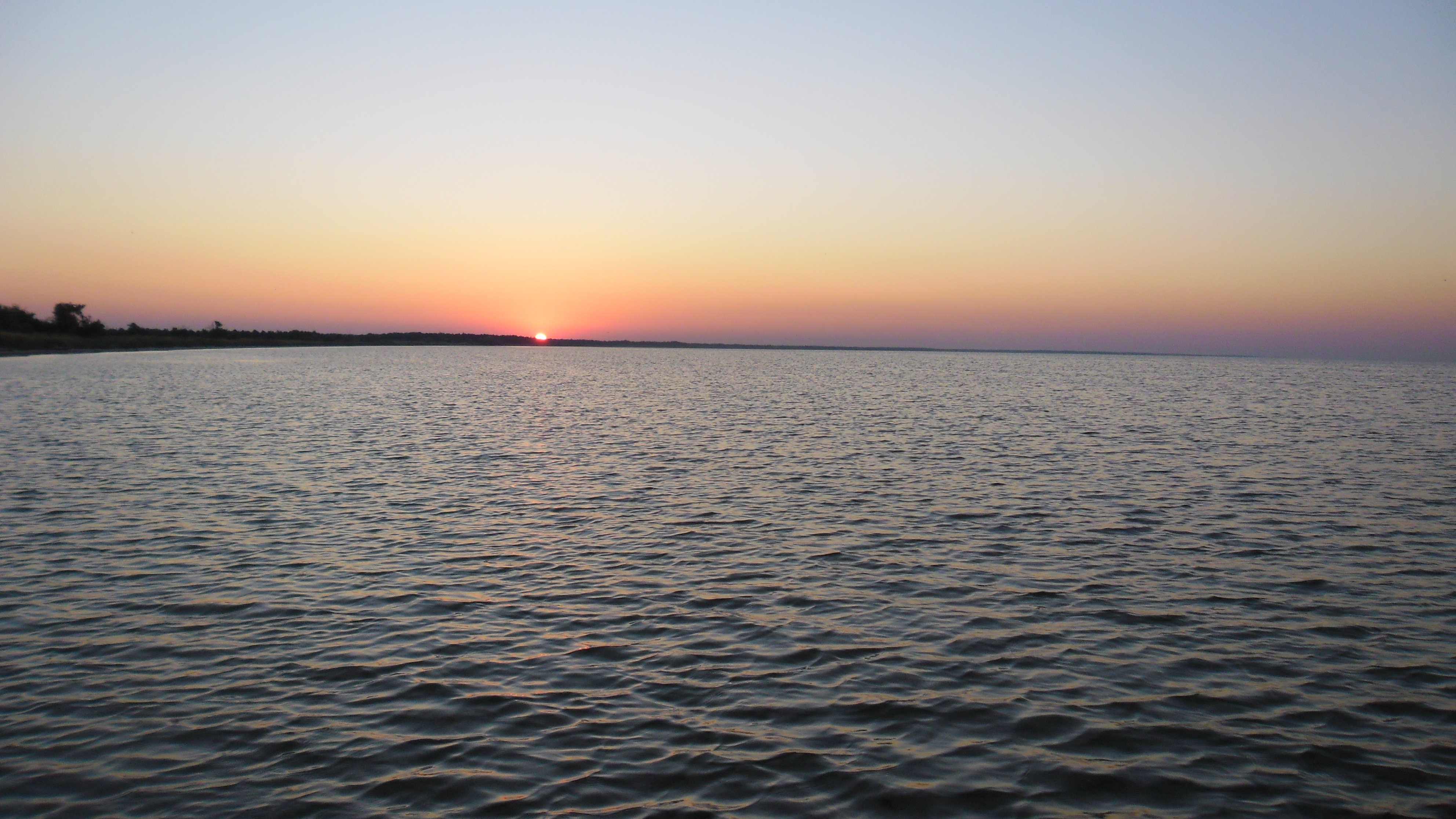
Схід Сонця на Ягорлицькій затоці. Початок
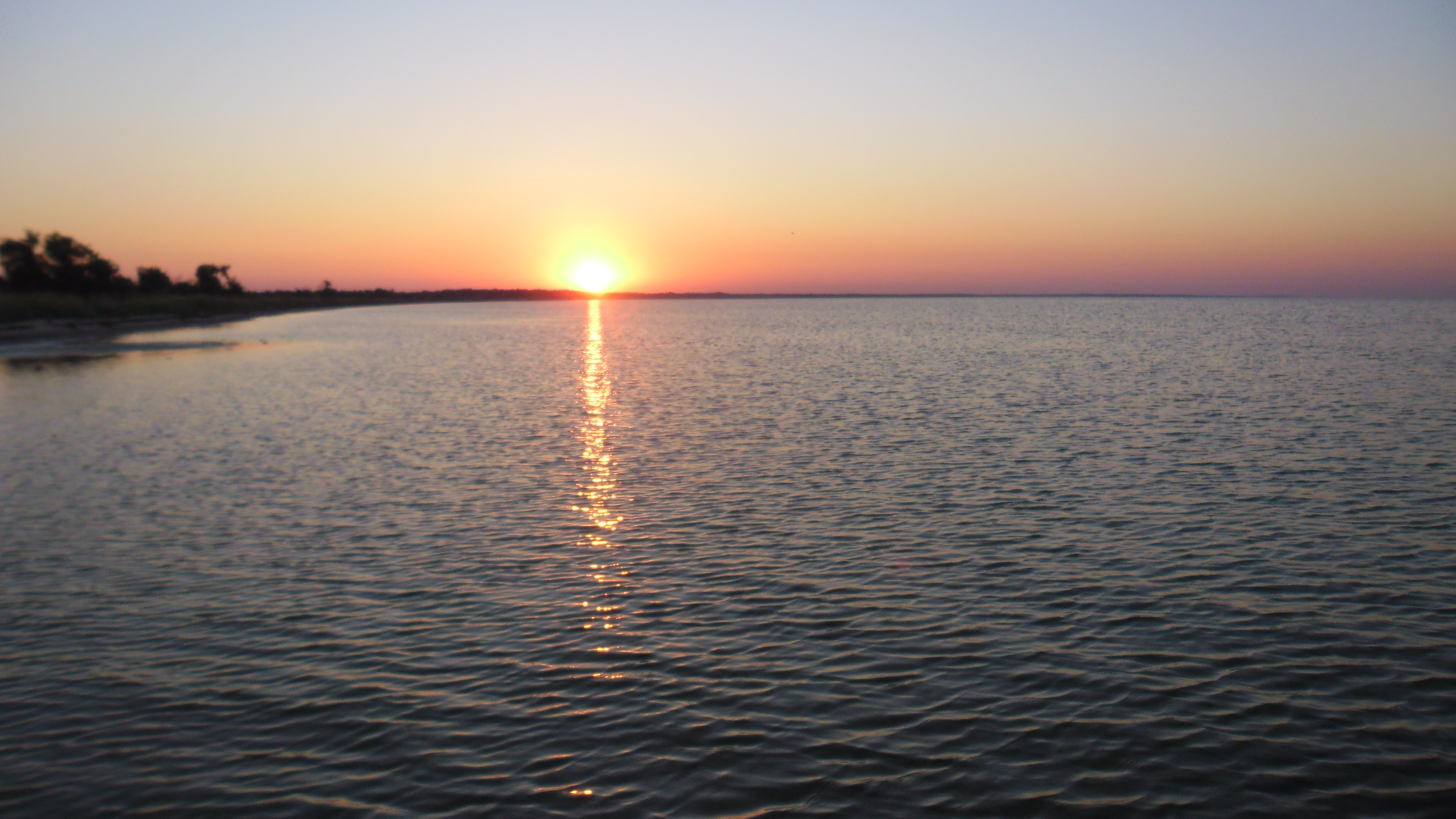
Остання фаза сходу Сонця. З'явилася світна доріжка
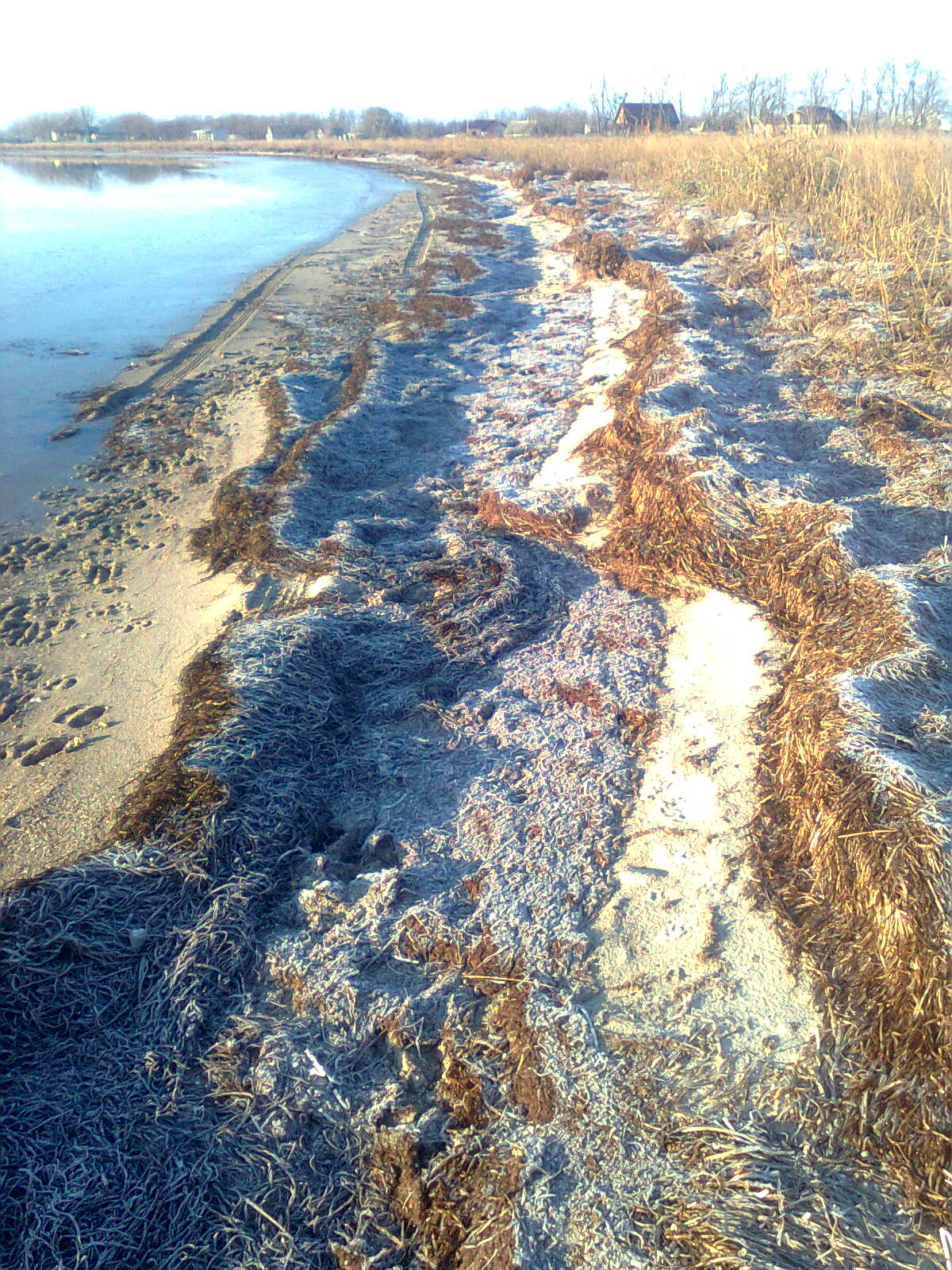
На березі Ягорлицької затоки
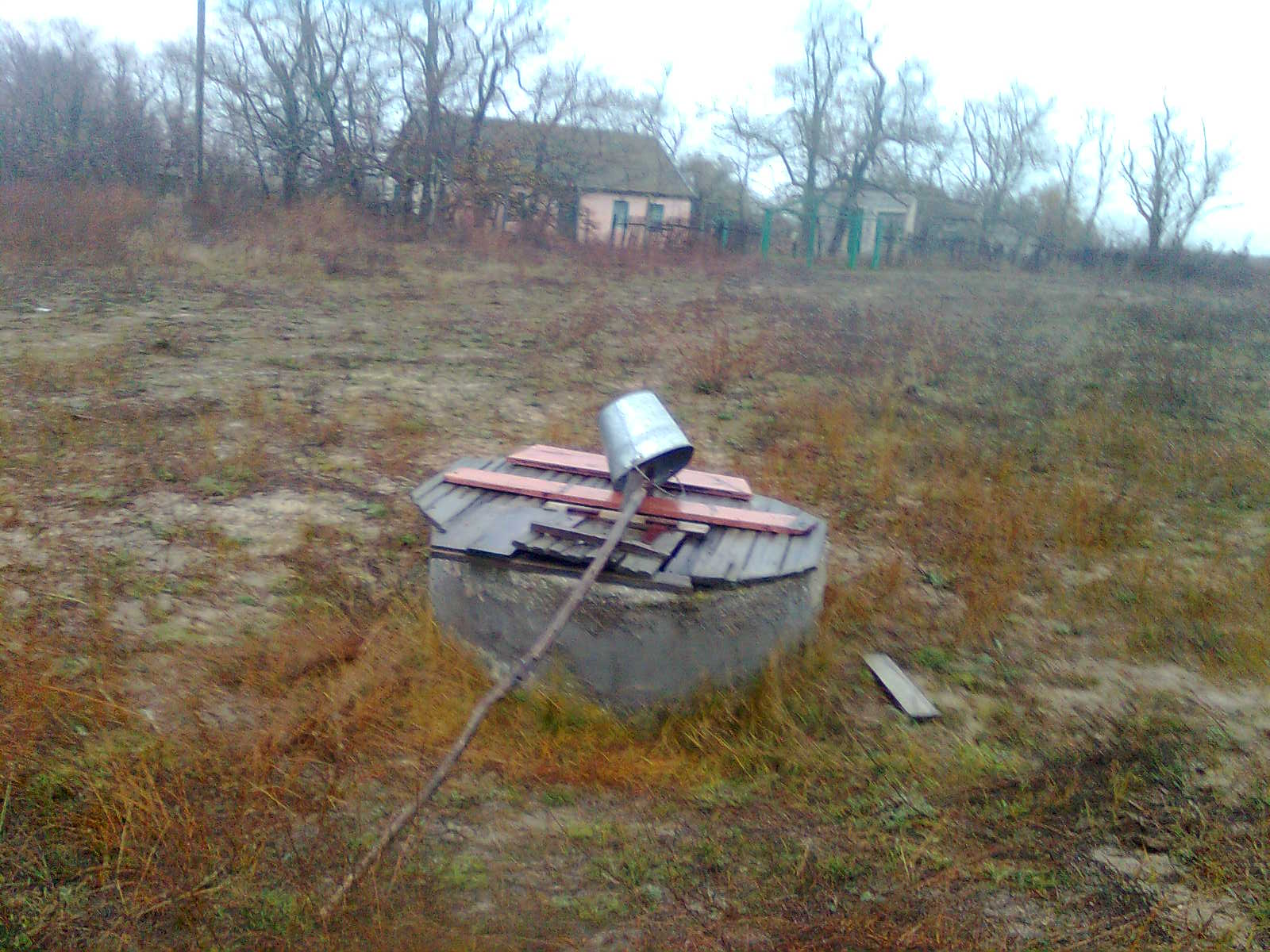
Криниця в 50 метрах від Ягорлицької затоки
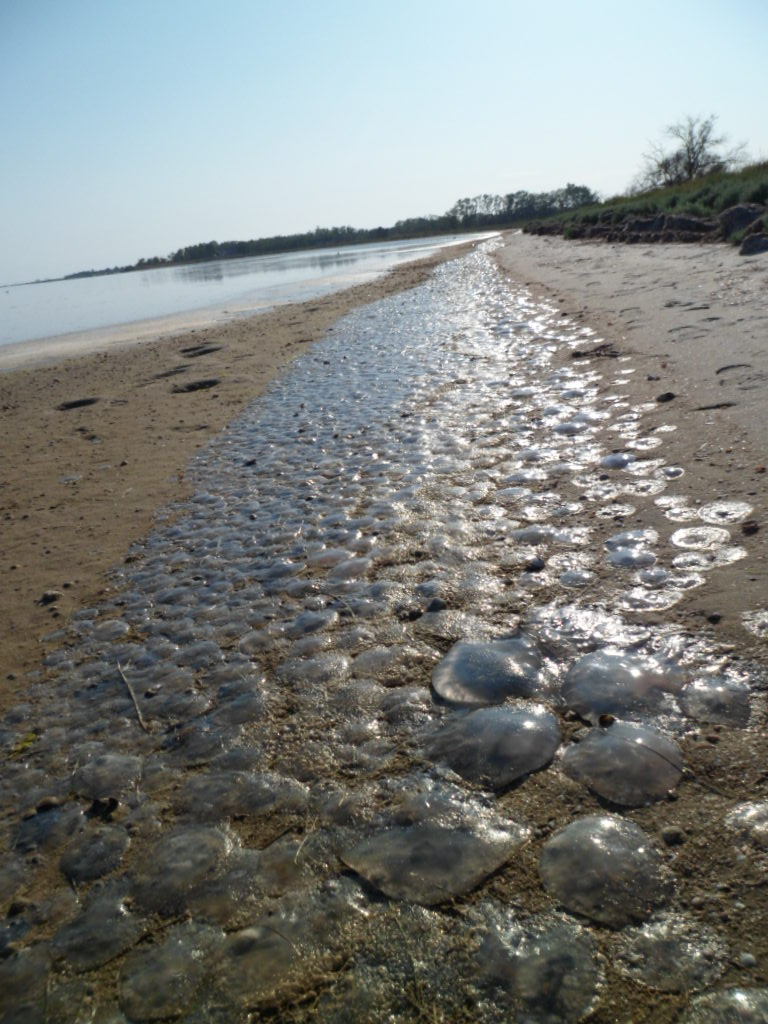
Медузи на березі затоки

## Інтернет-ресурси
- Ягорлицька затока на earth.google

| Україна | Це незавершена стаття з географії України. Ви можете допомогти проєкту, виправивши або дописавши її. |

| Чорне море | Це незавершена стаття про Чорне море. Ви можете допомогти проєкту, виправивши або дописавши її. |